# Scooch
Scooch – brytyjski zespół muzyczny grający muzykę pop i eurodance utworzony w 1999 roku przez producentów telewizyjnych – Mike’a Stocka i Matta Aitkena; reprezentant Wielkiej Brytanii w 52. Konkursie Piosenki Eurowizji w 2007 roku.

## Historia zespołu

### Formowanie się grupy
Od jesieni 1997 do wiosny 1998 roku prowadzone były specjalne przesłuchania do zespołu „wszyscy śpiewają, wszyscy tańczą”, które prowadzili autorzy piosenek oraz producenci muzyczni Mike Stock i Matt Aitken, a także przyszły menadżer grupy Steve Crosby. Ostateczny skład zespołu nazwanego Scooch został utworzony w październiku 1998 roku, w jego skład weszli: Natalie Powers, Caroline Barnes, David Ducasse i Russell Spencer.

### 1999-2000:Welcome to the Planet Pop,Four Surei zawieszenie działalności
W 1999 roku zespół wygrał konkurs organizowany w programie śniadaniowym Live & Kicking emitowanym w telewizji BBC One. Dzięki wygraniu programu grupa wydała swój debiutancki singiel „When My Baby”, który dotarł do najlepszej trzydziestki brytyjskiej listy przebojów. Na przełomie 1999 i 2000 roku formacja wyruszyła w trasę koncertową razem z irlandzkich girls bandem B*Witched, a w trakcie koncertów promowała swój drugi singiel „More Than I Needed to Know”, który zadebiutował na piątym miejscu krajowej listy przebojów. Wiosną muzycy wyruszyli w trasę koncertową z boys bandem Five oraz wydał swój trzeci singiel „The Best Is Yet To Come”, który zadebiutował na dwunastym miejscu krajowego zestawienia przebojów.
Pod koniec czerwca 2000 roku na japońskim rynku muzycznym ukazała się debiutancka płyta studyjna zespołu zatytułowana Welcome to the Planet Pop, na którym znalazły się m.in. trzy wydane wcześniej single oraz czwarty utwór promocyjny – „For Sure”, który zadebiutował na piętnastym miejscu brytyjskiej listy przebojów. Singiel „More Than I Needed to Know” dotarł do pierwszego miejsca japońskiej listy przebojów oraz znalazł się na ścieżce dźwiękowej tanecznej gry wideo DDRMAX2 Dance Dance Revolution 7thMix wydanej w kraju.
Na początku sierpnia tego samego roku premierę miało brytyjskie wydanie albumu zatytułowane Four Sure, które zadebiutowało w pierwszej pięćdziesiątce notowania najczęściej kupowanych płyt w kraju. Niedługo po wydaniu płyty wytwórnia zespołu zerwała z nim kontrakt, sama formacja zaś zawiesiła swoją działalność.

### 2001-2004: Krótki powrót na scenę i ponowne zawieszenie działalności
Członkowie zespołu zdecydowali się powrócić na scenę muzyczną w styczniu 2004 roku na potrzeby występu podczas koncertu Gone But Not Forgotten zorganizowanego w londyńskim klubie gejowskim G-A-Y. Sukces koncertu zachęcił grupę do zagrania trasy koncertowej po klubach gejowskich w Wielkiej Brytanii. W tym samym roku grupa ponownie ogłosiła zawieszenie działalności.

### 2007: Ponowny powrót na scenę i Konkurs Piosenki Eurowizji
Pod koniec lutego 2007 roku brytyjska telewizja BBC ogłosiła, że zespół odnowi działalność na potrzeby udziału w krajowych eliminacjach eurowizyjnych Making Your Mind Up. 17 marca grupa wystąpiła w finale selekcji z utworem „Flying the Flag (for You)” i zajęła ostatecznie pierwsze miejsce po zdobyciu największego poparcia telewidzów, dzięki czemu została wybrana na reprezentanta Wielkiej Brytanii w 52. Konkursie Piosenki Eurowizji organizowanym w Helsinkach. Podczas ogłaszania wyników doszło do zamieszania, gdyż Terry Wogan, jeden z prowadzących koncert, omyłkowo ogłosił zwycięzcą piosenkarkę Cyndi. Po kilku sekundach zamieszania Fearne Cotton, współgospodyni show, podała poprawne wyniki głosowania telewidzów. Po finale konkursu dziennik Daily Mirror zwrócił uwagę, że podczas występu zespołu Scooch poza sceną znajdował się dwuosobowy chórek, co miało dać formacji przewagę nad innymi uczestnikami selekcji. Całą sytuację skrytykowali także sami uczestnicy eliminacji, w tym m.in. Justin Hawkins i Bryan Harvey. Organizatorzy konkursu uznali, że zespół nie złamał regulaminu selekcji, gdyż chórek nie pojawił się w podkładzie muzycznym piosenki, tylko śpiewał na żywo. 

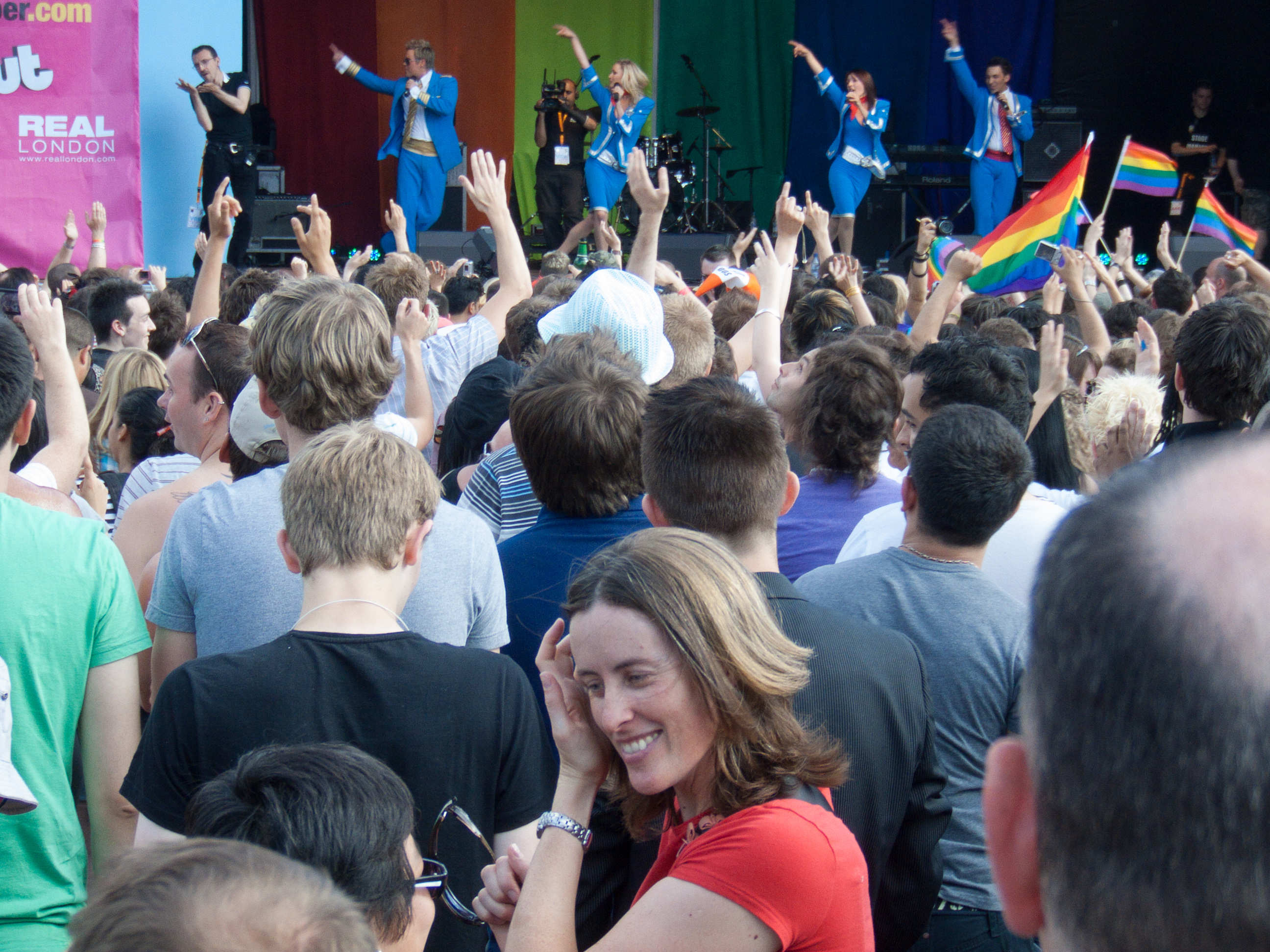
Zespół podczas występu na londyńskiej paradzie równości w 2009 roku

Wybór zespołu na reprezentantów kraju w konkursie wywołał kontrowersje w kraju. Dziennikarka telewizyjna i była piosenkarka Charlotte Church uznała propozycję grupy za „totalne g*wno” oraz wstyd dla Brytyjczyków. Jedna z wokalistek Scooch, Natalie Powers, odparła krytykę słowami: Jako mama małego dziecka uważam jej zachowanie oraz język za zupełnie nie do przyjęcia. Pod koniec marca szwedzka piosenkarka Pandora uznała, że refren piosenki „Flying the Flag (for You)” przypomina jej utwór „No Regrets” wydany w 1999 roku. Artystka zwróciła się o pomoc do Unii Szwedzkich Muzyków, z którymi chciała złożyć Europejskiej Unii Nadawców (EBU), organizatorowi Konkursów Piosenki Eurowizji, pismo z prośbą o dyskwalifikację Scooch z udziału w widowisku. Stacja BBC wydała wówczas oświadczenie, w którym potwierdziła oryginalność propozycji zespołu. Na początku kwietnia dziennik Daily Mirror przeprosił zarówno BBC, jak i EBU za upublicznienie nieprawdziwej informacji, jakoby brytyjska stacja naruszyła zasady przeprowadzania krajowych eliminacji eurowizyjnych oraz faworyzowała grupę.
W połowie marca zespół pojawił się gościnnie w programie Richard & Judy na kanale Channel 4. Pod koniec miesiąca wokaliści wystąpili gościnnie w dwóch programach telewizyjnych: This Morning na kanale ITV1 oraz The Graham Norton Show na BBC One. W kwietniu nakręcili oficjalny teledysk do swojej eurowizyjnej propozycji oraz ogłosili podpisanie kontraktu płytowego z wytwórnią Warner Bros.. Po podpisaniu umowy zespół nagrał swój konkursowy utwór w kilku innych wersjach językowych: po francusku, niemiecku, hiszpańsku, bułgarsku i duńsku. Na początku maja grupa pojawiła się w kilku brytyjskich programach telewizyjnych i audycjach radiowych w ramach promocji siebie oraz swojej piosenki. W tym samym czasie wokaliści zaczęli próby do występu w finale Konkursu Piosenki Eurowizji. 12 maja wystąpili podczas koncertu finałowego widowiska i zajęli ostatecznie dwudzieste drugie miejsce ex eaquo z zespołem Les Fatals Picards, reprezentantem Francji, z wynikiem 19 punktów na koncie, w tym m.in. z maksymalną notą 12 punktów od Malty. Jak przyznali po konkursie przedstawiciele maltańskiej telewizji, maksymalna nota dla Wielkiej Brytanii była protestem przeciwko tendencji sąsiedzkiego głosowania podczas imprezy.
Tydzień po rozegraniu finału Konkursu Piosenki Eurowizji eurowizyjna propozycja zespołu dotarła do piątego miejsca brytyjskiej listy przebojów. Wokaliści ogłosili także, że nie planują nagrywania nowego materiału, jednak nie wykluczają wspólnego koncertowania.

### Od 2008:Scooch do Glee
W drugiej połowie 2007 roku wokaliści zaczęli występować po Wielkiej Brytanii i Europie ze swoim projektem zatytułowanym Scooch do Glee.
W październiku 2011 roku ogłosili, że zagrają jako support przed koncertem grupy The Mission organizowanym w Brixton Academy z okazji 25-lecia jej istnienia.

## Działalność poza zespołem
W czasie przerw w działalności zespołu każdy z członków grupy skupiał się na karierze solowej. W 2006 roku Russell Spencer, jeden z wokalistów zespołu, wziął udział w reality show Boys Will Be Girls emitowanym na kanale E4, w którym razem z dwoma byłymi członkami innych boys bandów (Austinem Drage’em z 5Boyz oraz Martinem Rycroftem z Fast Food Rockers) musiał udawać girls band o nazwie The Honeytraps. Oprócz udziału w programie, piosenkarz pełnił również funkcję prezentera telewizyjnego m.in. show Make Your Play w telewizji ITV1, a także zagrał w sztuce teatralnej Chitty Chitty Bang Bang.
W czasie przerwy w działalności zespołu Caroline Barnes i Natalie Powers grały w niektórych spektaklach wystawianych na West Endzie, w latach 2001-2006 Powers wydała także trzy solowe single – „Music to My Heart”, „Unchained Melody” oraz „I Am Who I Am” będący coverem piosenki z repertuaru Lary Fabian.
W 2000 roku David Ducasse otworzył swoją własną akademię sztuki dla młodych artystów w North East. Oprócz tego, piosenkarz pracował jako producent i reżyser, a także jako aktor teatralny.
Barnes i Spencer wzięli udział w czwartej edycji programu Coach Trip w telewizji Channel 4, a w marcu 2010 roku wystąpili gościnnie w programie TV Burp prowadzonym przez Harry’ego Hilla, w którym zaprezentowali piosenkę „Flying the Flag (for You)”.

## Członkowie
- Natalie Powers (ur. 26 lipca 1977 w Sutton Coldfield w Birmingham)
- Caroline Barnes (ur. w 1979)
- David Ducasse (ur. w 1978)
- Russell Spencer (ur. 1 marca 1979 w Bournemouth)

## Dyskografia

### Albumy studyjne
- Welcome to the Planet Pop (2000)
- Four Sure (2000)

### Single
- 1999 – „When My Baby”
- 2000 – „More Than I Needed To Know”
- 2000 – „The Best Is Yet To Come”
- 2000 – „For Sure”
- 2007 – „Flying the Flag (for You)”